# VAIO
VAIO是VAIO公司的消費電子產品品牌，曾为索尼所有，目前独立运营。
VAIO的全稱是Video Audio Integrated Operation（數碼影音整合操作系統），而VAIO這四個字母，V和A組成的波浪型象徵模擬時代的波形，而I和O象徵數碼時代的1和0，以示模擬和數碼技術的完美結合，也可以理解為影音技術和信息技術的融合。2008年之後VAIO品牌全稱升級為Visual Audio Intelligent Organizer，意在將更多智慧與匠心應用於產品之中，給顧客帶來更加非凡的體驗。
2014年7月1日，隨著索尼的個人電腦部門接受日本產業夥伴投資，而脫離索尼成為VAIO公司，VAIO品牌商標也移轉為VAIO公司所擁有。

## 外部連結
- VAIO全球 （页面存档备份，存于）
- VAIO的X（前Twitter）
- VAIO的Facebook專頁
- YouTube上的VAIO頻道